# 1936 aux États-Unis
Pour des articles plus généraux, voir Chronologie des États-Unis et 1936.
Chronologie des États-Unis
- 1932
- 1933
- 1934
- 1935
- 1936
- 1937
- 1938
- 1939
- 1940

Cette page concerne des événements d'actualité qui se sont produits durant l'année 1936 du calendrier grégorien aux États-Unis.

## Gouvernement
- Président : Franklin D. Roosevelt
- Vice-président : John N. Garner
- Secrétaire d'État : Cordell Hull
- Chambre des représentants - Président

## Événements
- 6 janvier : l’Agricultural Adjustment Act est déclaré inconstitutionnel[1]. La Cour suprême des États-Unis annule de nombreuses mesures du New Deal.
- 29 février:
  - deuxième loi de neutralité[2]. Interdiction de tout prêt aux pays belligérants.
  - Soil Conservation and Domestic Allotment Act. Accroissement des subventions fédérales aux agriculteurs. En contrepartie, ceux-ci doivent adapter leur production aux besoins du marché agricole.
- Février-mars : Grèves et premières occupations d’usines dans l’industrie du caoutchouc (Firestone, Goodyear) au début de l’année à Akron (Ohio). Les grèves par occupation se répandent (48 en 1936, 447 en 1937).
- 3 avril : Bruno Hauptmann, auteur du rapt et du meurtre du bébé de l'aviateur Charles Lindbergh, est électrocuté sur la chaise électrique au New Jersey.
- 22 juin : Revenue Act. Loi fiscale augmentant les ressources budgétaires de l’État fédéral.
  - Nouvelle hausse de l'impôt sur le revenu
  - Création d'une surtaxe de 13 % sur le profit des entreprises.
- Juin : Coughlin, Francis Townsend et les derniers partisans de Long proposent William Lemke comme candidat à la présidentielle (Union Party).
- 14 août : pendaison de Rainey Bethea à Owensboro, Kentucky devant 20 000 personnes. C'est la dernière exécution capitale faite en public aux États-Unis.
- 3 novembre : réélection triomphale (60,8 %) de Franklin Delano Roosevelt (D) comme président des États-Unis avec 28 millions de voix contre 17 au candidat républicain modéré Alfred M. Landon[1].
- 12 novembre : ouverture au trafic du Bay Bridge, entre San Francisco et Oakland.
- 3 décembre : débuts officiels de la radio de New York.
- 25 décembre : Noël
- 29 décembre : grève « sur le tas » des ouvriers de la General Motors à Flint dans le Michigan. Les 45 000 ouvriers de l’entreprise se mettent en grève pour protester contre les dures conditions de travail imposés par General Motors. La grève dure 44 jours et les ouvriers grévistes obtiennent pleine satisfaction de l’entreprise avec une hausse de salaire de 5 % et un une réduction du temps de travail. Contrairement à l'usage habituel des pouvoirs publics, l'armée ne fut pas envoyée pour briser le mouvement de grève, mais plutôt pour protéger les ouvriers des intrigues de General Motors[3].

- La crise économique persistante et la politique sociale du New Deal obligent le président à augmenter encore le budget fédéral qui atteint des sommets : 8,3 milliards de dollars.
- Recettes fédérales à 3,9 milliards de dollars
- 4,3 milliards de dollars de déficit budgétaire.

## Naissances en 1936
- Steve Reich, le 3 octobre 1936

## Décès en 1936
- x